# Phorbia minuscula
Phorbia minuscula är en tvåvingeart som beskrevs av Griffiths 1996. Phorbia minuscula ingår i släktet Phorbia och familjen blomsterflugor.
Artens utbredningsområde är Manitoba. Inga underarter finns listade i Catalogue of Life.